# 舒亚区
舒亚区（俄语：Шуйский район）是俄罗斯联邦伊万诺沃州下辖的一个区，其行政中心为舒亚。据2016年统计，该区的人口为21921人。